# Hydrochlorid

Pyridiniumchlorid

Hydrochloridy jsou soli, které se vytvářejí při reakci kyseliny chlorovodíkové s organickou zásadou, nejčastěji s aminy.
Například reakcí HCl s pyridinem (C5H5N) vzniká jeho hydrochlorid, pyridiniumchlorid. Vzorec této látky lze psát jako C5H5N·HCl nebo jako C5H5NH+ Cl−.
Hydrochloridy se nazývají podle názvu příslušné zásady, ke kterému se připojí slovo hydrochlorid, v novější variantě spojeno spojovníkem (např. pyridin-hydrochlorid). Přesnější pojmenování vychází z názvu kationtu a aniontu (např. pyridinium-chlorid).
Převod nerozpustných aminů na jejich hydrochloridy je obvyklým způsobem, jak je přeměnit v rozpustné sloučeniny.